# Stade Alphonse Theis
Stade Alphonse Theis is een stadion in Hesperange in het zuiden van Luxemburg. Het stadion heette tot 2001 Stade Holleschbierg. Het complex is vernoemd naar Alphonse Theis. Het is de thuisbasis van voetbalclub FC Swift Hesperange. Het stadion biedt plaats aan 3.058 toeschouwers. Het Luxemburgs voetbalelftal speelt geregeld interlands in het stadion.